# Роберто Фико
Роберто Фико (итал. Roberto Fico; рођен 10. октобра 1974) је италијански политичар из Покрета 5 звезда. Од 24. марта 2018. године је председник Дома посланика Републике Италије. Од 2013. до 2018. године је био председник Надзорне комисије Радиотелевизије Италије.

## Младост
Рођен је 1974. године у Напуљу, у породици из средње класе. Дипломирао је комуникационе науке 2001. године на Универзитету у Трсту са тезом о друштвеном и језичком идентитету напуљске неомелодијске музике. Након студија је радио као портпарол за неке хотеле, туристичке агенције и месаре, а био је и запослен у компанији која је увозила тканину из Марока.

## Политичка каријера
У јулу 2005. године је био учесник скупа "Пријатељи Бепа Грила" из ког је настао Покрет пет звездица. Године 2010. се кандидовао за председника регије Кампања и освојио је 1,35% гласова. На изборима за градоначелника Напуља 2011. године је освојио 1,38% гласова.
У децембру 2012. године је био први на изборној листи Покрета пет звездица у изборној јединици Камапања 1 и следеће године је постао посланик у италијанском парламенту. Изабран је за потпредседника Коморе посланика, али је поднео оставку и одрекао се мандата да би обављао функцију у Надзорној комисији Радиотелевизије Италије. Током његовог рада у овој телевизији је спроведена структурна реформа и уведени су живи преноси седница Коморе посланика. Спровео је и процес транспарентности на овој телевизији тиме што су објављени подаци о примањима целокупног руководства.
У марту 2018. године је изабран у парламент са 57,6% гласова у изборној јединици Напуљ - Фуоригрота. Изабран је за председника Коморе посланика добивши подршку Покрета пет звездица, Лиге, Италијанске браће и Снаге Италије.
Залаже се за проширење права на брак и усвајање деце од стране истополних парова. Подржава еутаназију и право на националност. Он је вођа левичарског дела Покрета пет звездица.